# Gastronomia del País Basc
La cuina del País Basc o cuina basca es compon dels plats i mètodes de preparació típics de la gastronomia dels bascos. Això inclou carns i peixos torrats a la brasa, marmitako i ollada de xai, bacallà, una versió basca de les coques de dacsa anomenada talos, l'escudella de llegums de Tolosa, pebrera del piquillo de Lekeitio, pintxos de Donostia, formatges de llet d'ovella d'Erronkari i d'Idiazabal, vi de Txakolí i sidra de Guipúscoa.

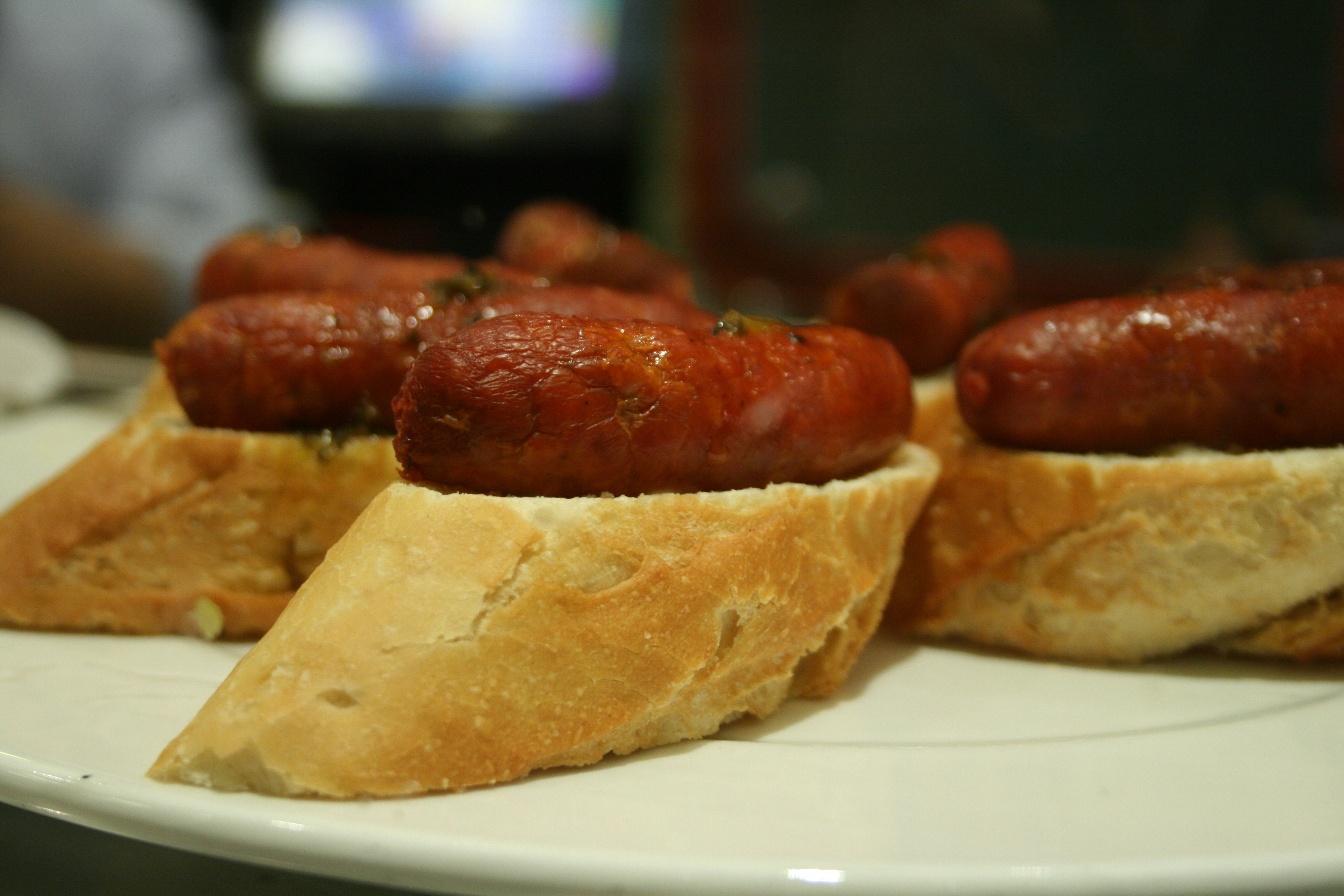
Xistorra

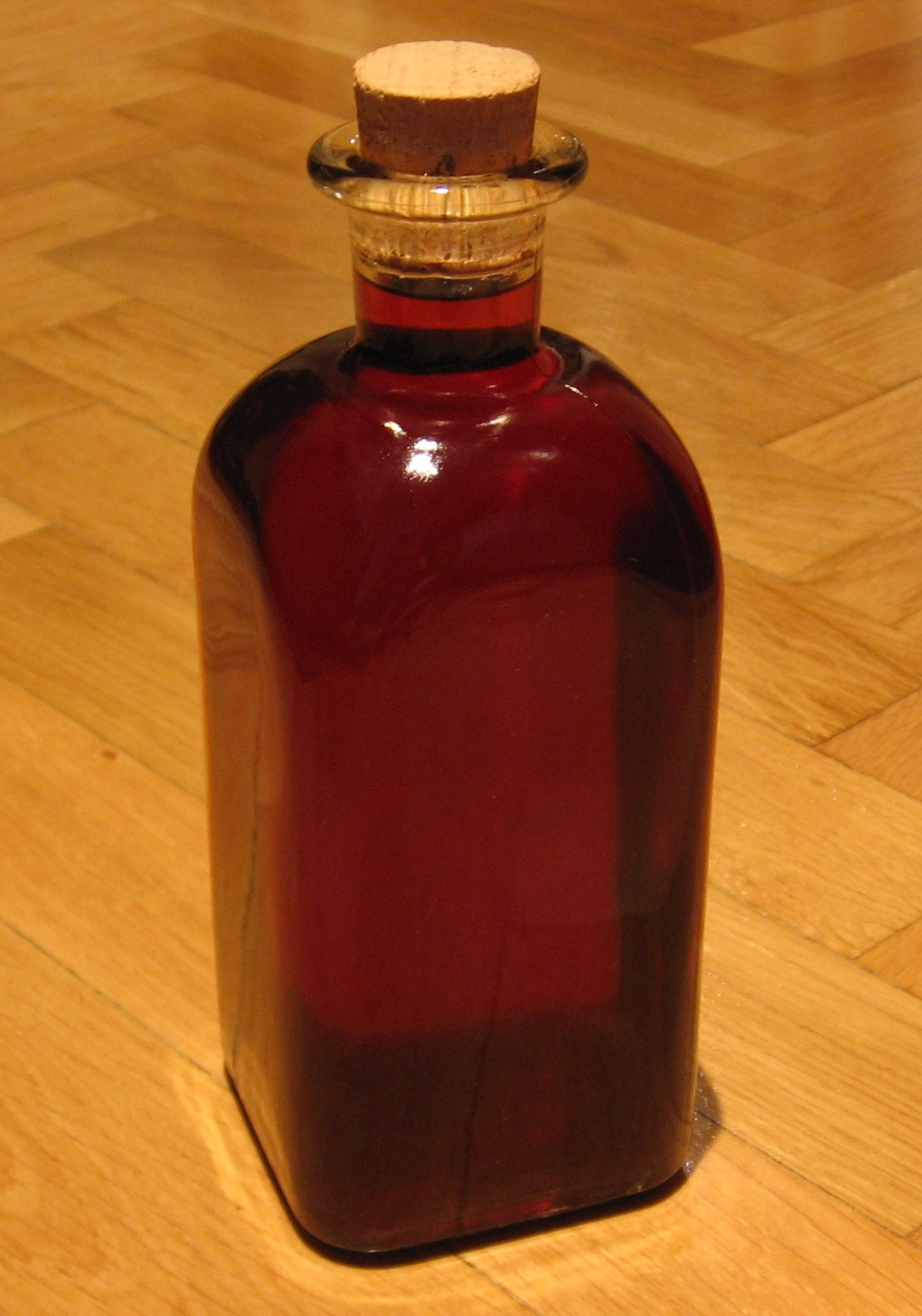
Patxaran

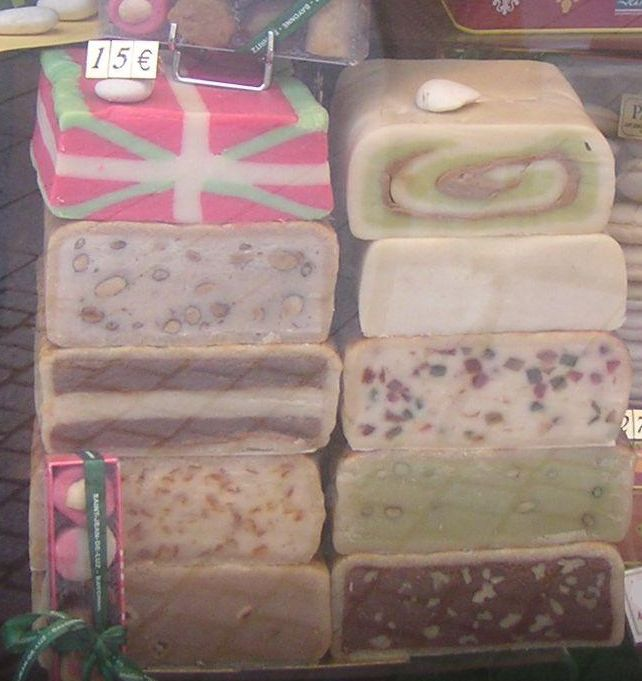
Massapà de colors a Biarritz

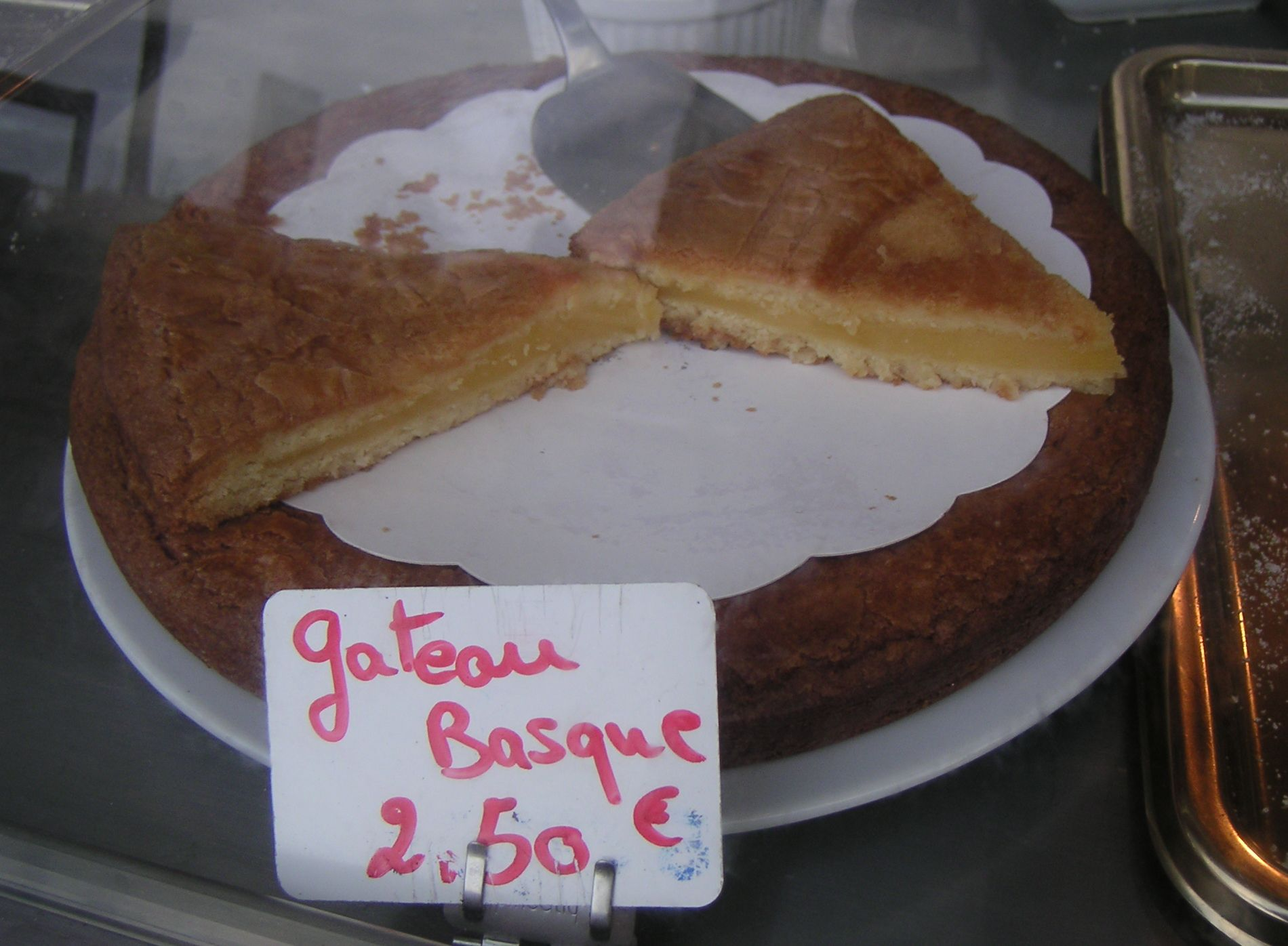
Pastís basc farcit de crema

## Ingredients bàsics
- Peix: Bacallà, tonyina, lluç, kokotxas (galtes de lluç).
- Marisc: Txangurro (cranc), calamarçó, percebe, petxines diverses.
- Carn: Porc, vedella, bou.
- Embotit: txistorra, xoriç, llonganissa, morcilla (botifarró), pernil salat, etc.
- Verdura i vegetals: Porro, pebrot, fesol, espàrrec, carxofa, fava, ceba, patata, etc.
- Fruita: nou, cirera, etc.
- Greix: Oli d'oliva.
- Altres: Formatge, quallada, etc.

## Especialitats
- Pebre roig d'Ezpeleta
- Pebrot del piquillo a Gernika i Lodosa
- Fesols de Tolosa
- Espàrrecs de Mendavia
- Carxofa de Tudela
- cirera d'Itxassou

## Plats típics
- Axoa, carn picada guisada
- Bacallà al pil-pil, al qual el suc del peix s'emulsiona amb l'oli i queda com una mena d'allioli
- Bacallà a la biscaïna
- Calamarcets farcits de diverses maneres
- Carns rostides i torrades
- Lluç en salsa blanca amb espàrrecs i ou dur
- Marmitako, una mena de suquet de peix basc
- Pebrotets del piquillo farcits de diverses maneres.
- Peixos fregits o a la planxa
- Pintxos, una petita porció de menjar tradicionalment sobre una llesca de pa. N'hi ha de molt variats.
- Porrusalda, un guisat amb porros i patates
- Talos, coca de blat de moro, semblant a una fajita mexicana, que típicament enrotlla una txistorra
- Ttoro, una sopa de peix

## Salses
- Piperrada, amb pebrots, tomàquets, ceba i all sofregits
- Txilindron, amb hortalisses trinxades i espessida amb farina, sol acompanyar pollastre i carns

## Companatges

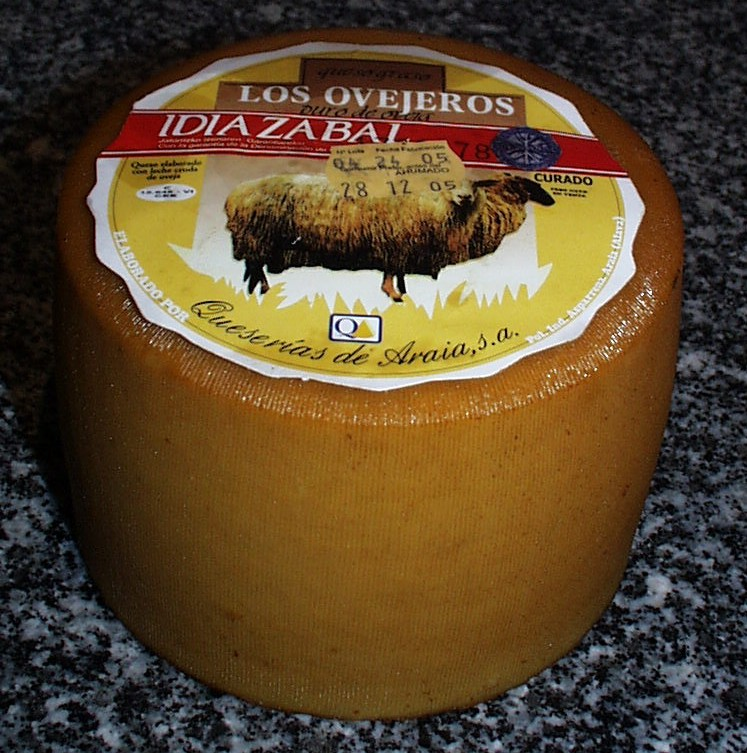
Formatge Idiazabal

- Formatges: Formatge Erronkari, Formatge Ossau-Irati i Formatge Idiazabal
- Embotits: Llonganissa de Viana, Pernil de Baiona, Tripotx (botifarra de xai de Biriatou), Txistorra i Xoriç de Pamplona

## Postres i dolços
- Crostada dels Pirineus, un pastís cruixent de pomes que es menja des de Catalunya al País Basc
- Intxaursaltsa, una sopa dolça de nous
- Mamia, una mena de mató basc
- Pastís basc, un pastís farcida de crema, melmelada o fruita
- Gaztanbera, llet quallada d'ovella o de vaca, semblant a un iogurt

## Begudes
- Vi: Rioja, Txakoli i Irulegi
- Sidra (Sagardoa) de Guipúscoa
- Licors: Patxaran, Izarra i Pili

## Cuiners bascs
Alguns dels cuiners més destacats són:
- Karlos Arguiñano, el cuiner mediàtic més famós a Espanya

- Eva Arguiñano,
- Juan María Arzak,
- Elena Arzak,
- Martín Berasategui,
- Pedro Subijana,

Però n'hi ha molts més, per exemple José Juan Castillo, Aitor Elizegui, María Jesús Fombellida, Andoni Luis Aduriz, Hilario Arbelaitz, Pedro Gómez, Ricardo Idiáquez, Luis Irizar, Manuel Iza, Jesús Mangas, Patxiku Quintana, Ramón Roteta, Isaac Salaberria, Gorka Txapartegui, Xavier Zapirain, Ramón Zugasti, etc.